# 이자카정
이자카정(飯坂町)은 후쿠시마현 시노부군에 있던 정이다. 1889년 4월 1일 성립하였으며, 1964년 1월 1일 후쿠시마시에 편입합병되고 폐지되었다. 후쿠시마시 이자카 지구에 해당한다.

## 역사
- 1889년 4월 1일 - 정촌제 시행에 의해 시노부군 가미이자카촌이 정으로 승격해 이자카정이 성립하였다.
- 1955년 3월 31일 - 이자카정 및 시노부군 히라노촌, 나카노촌, 다테군 유노정, 히가시유노촌, 모니와촌 등 6개 정·촌이 합병, 새롭게 이자카정이 설치되었다.
- 1964년 1월 1일 - 이자카정이 후쿠시마시에 편입합병되고 폐지, 소멸하였다.

## 참고 문헌
- 『市町村名変遷辞典』東京堂出版、1990年。